# Ophiopetagno paicei
Ophiopetagno paicei ist eine fossile Art der Schlangensterne, die 2022 gemeinsam mit Muldaster haakei von einer luxemburgisch-schwedischen Forschergruppe wissenschaftlich beschrieben wurde. Benannt wurde die Art nach dem für die Illustration zahlreicher Metalalben bekannten Grafiker Joe Petagno sowie Ian Paice, dem Schlagzeuger der Rockband Deep Purple.

## Merkmale
Die Erstbeschreibung von Ophiopetagno paicei erfolgte auf der Basis verschiedener für Schlangensterne typischer Skelettplatten, die in Sammlungen auf Gotland gefunden wurden. Die Beschreibung erfolgte vor allem auf der Basis von Skelettplatten der Arme, die klein und länglich mit einem leicht konkaven Dorsalrand aufgrund einer schwachen Einschnürung sind. Der ventrale Plattenteil ist vorstehend und distal durch eine Tentakelkerbe eingeschnitten.
Ophiopetagno paicei wird morphologisch zwischen den paläozoischen und modernen Schlangensternen eingeordnet. Die bei ihnen vorkommenden Rillenstacheln und der vollständig geschlossene Wassergefäßkanal sind Vorfahrenmerkmale, die O. paicei in die Nähe paläozoischer Stammtaxa mit zu Wirbeln verschmolzenen Ambulakralhälften stellen, wie insbesondere Hallaster aus dem Ordovizium und die im Silur verorteten Gattungen Lapworthura und Furcaster. Andererseits haben die seitlichen Armplatten von O. paicei einen ausgeprägten ventralen Teil, der durch eine Tentakelkerbe eingeschnitten ist, ein abgeleitetes Merkmal, das sonst nur in der Gruppe der modernen Schlangensterne zu finden ist.

## Fundort und zeitliche Einordnung
Die Fossilien stammen aus einer Sammlung von Mikrofossilien aus Svarvare, einer Fundstelle südlich von Klintehamn auf der schwedischen Insel Gotland. Sie stammen aus den Schichten des oberen Silur und sind damit etwa 420 bis 440 Millionen Jahre alt. Datiert werden die fossilienführenden Wenlock-Schichten der Fundstelle auf 428,5 ± 0.7 Millionen Jahre.

## Systematik und Etymologie
Ophiopetagno paicei wurde von den Erstbeschreibern einer eigenständigen Gattung Ophiopetagno innerhalb der Schlangensterne zugeordnet.

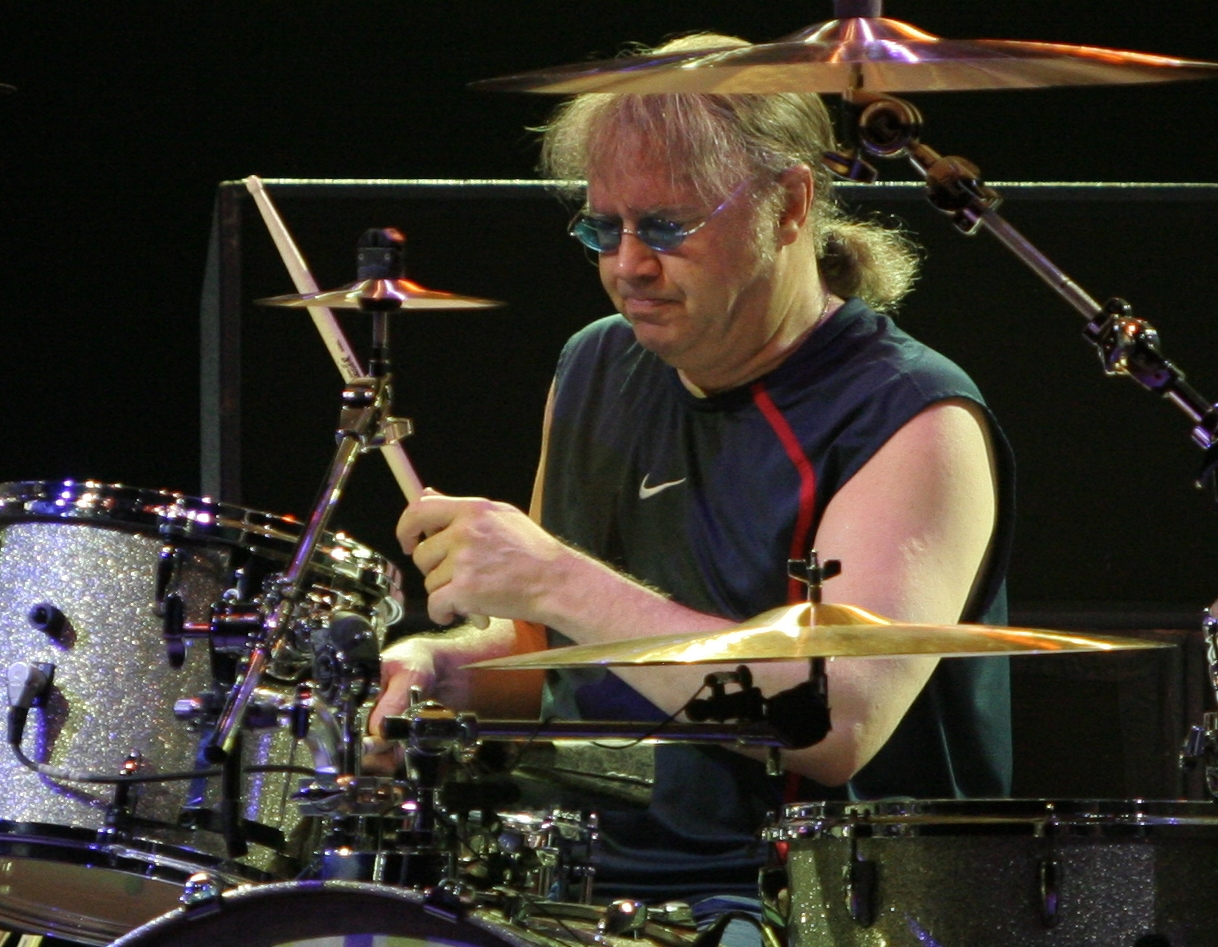
Ophiopetagno paicei wurde nach dem Schlagzeuger der Band Deep Purple, Ian Paice, benannt.

Die Benennung der Gattung erfolgte nach dem für die Illustration zahlreicher Metalalben bekannten Grafiker Joe Petagno und die der Art nach Ian Paice, dem Schlagzeuger der Rockband Deep Purple. In der Erstbeschreibung begründeten die Autoren die Benennung nach Petagno mit seinem künstlerischen Talent und seiner Fähigkeit, paläontologische Objekte in seine Bilder zu integrieren. („recognition of his artistic talent and ability to integrate palaeontological imagery into his art pieces, to the enrichment of both the music scene and the world of science.“) Paice wurde als einer der letzten gemeinsamen Vorfahren des Heavy Metal („common ancestors in heavy metal“) geehrt und damit in Kontrast gesetzt mit Thomas Haake, Schlagzeuger der Band Meshuggah, als einen Vertreter einer abgeleiteten Form des Heavy Metal („representing a derived form of heavy metal music“) und Namensgeber des im gleichen Papers beschriebenen Muldaster haakei.
Bereits 2006 benannte Eriksson mit Kalloprion kilmisteri ein Fossil nach dem Sänger der britischen Hard-Rock-Band Motörhead, Lemmy Kilmister. Dabei handelte es sich um einen fossilen Vielborster, ein weiterer folgte 2012 mit Kingnites diamondi, der von ihm und seinen Kollegen nach dem dänischen Musiker Metalmusiker King Diamond benannt wurde. 2018 beschrieb Ben Thuy mit Brezinacantha tolis einen Schlangenstern nach den Brüdern Sakis und Themis Tolis, den Gründern der griechischen Black-Metal-Band Rotting Christ.

## Belege
1. 1 2 3 4 5  Ben Thuy, Mats E. Eriksson, Manfred Kutscher, Johan Lindgren, Lea D. Numberger-Thuy & David F. Wright: Miniaturization during a Silurian environmental crisis generated the modern brittle star body plan. Communications Biology 5 (14), 2022. doi:10.1038/s42003-021-02971-9
2. ↑  Fossilien-Benennung nach Deep Purple- und Meshuggah-Musiker. 11. Januar 2022, abgerufen am 14. Januar 2022 (deutsch).
3. ↑  Mats E. Eriksson: Polychaete jaw apparatuses and scolecodonts from the Silurian Ireviken Event interval of Gotland, Sweden. GFF 128 (2), 2006; S. 97–101, doi:10.1080/11035890601282097
4. ↑  Mats E. Eriksson, Olle Hints, Claes F. Bergman: Kingnites diamondi gen. et sp. nov., an exceptionally large Silurian paulinitid (Annelida; Polychaeta) from shallow marine settings of Baltoscandia. GFF 134 (3), 2012; S. 217–224. doi:10.1080/11035897.2012.704066
5. ↑  Ben Thuy, Neil H. Landman, Neal L. Larson & Lea D. Numberger-Thuy: Brittle-star mass occurrence on a Late Cretaceous methane seep from South Dakota, USA. Scientific Reports volume 8 (9617), 2018. doi:10.1038/s41598-018-27326-z